# Herren von Markdorf
Die Herren von Markdorf waren eine Familie von Edelherren im badischen Linzgau, beheimatet in Markdorf.
Mit Hermann (1134, 1140) treten 1134 die Herren von Markdorf erstmals in Erscheinung, und zwar im Gefolge der oberschwäbischen Welfen. Seit dem Ende des 12. Jahrhunderts orientierten sich die Markdorfer politisch an den Grafen von Heiligenberg und an denen von Werdenberg, den Grafen der Linzgaugrafschaft. Die Herren von Markdorf verfügten damals über einen Anhang von Ministerialengeschlechtern in und um Markdorf.
Das 13. Jahrhundert sah die von der Adelsfamilie geförderte Entstehung der Stadt Markdorf, die 1236 in einer Urkunde als civitas bezeichnet wird und die damals wohl ein Marktort gewesen war. Die Stadt bildete sich neben dem Dorf Markdorf (an der Mark) und der Burg der Markdorfer Herren im zweiten Drittel des 13. Jahrhunderts aus, 1268 wird sie oppidum genannt, die Anfänge einer Bürgergemeinde werden ungefähr ab 1270/80 feststellbar. Noch 1354 erhielten die Markdorfer Bürger von Berthold von Markdorf († 1356) ein Privileg über das städtische Ungeld und die Todfallabgaben der Markdorfer Eigenleute.
Im 13. Jahrhundert gerieten die Herren von Markdorf zunehmend in wirtschaftliche Schwierigkeiten, seit der Wende vom 13. zum 14. Jahrhundert erscheinen die Markdorfer nur noch als milites („Ritter“) statt wie zuvor als nobiles („Edelfreie“). Besitzaufteilungen wie die nach dem Tod Ulrich Oswalds unter dessen Söhne Georg und Konrad verschärften wohl die wirtschaftliche Situation. Georg und Konrad sollten 1352 in einer Fehde gegen die Herren von Rhäzüns ihr Leben verlieren, mit ihrem Bruder Berthold starben die Herren von Markdorf 1356 aus.
Verwandt waren die Herren von Markdorf mit den Herren von Raderich. Die Siegel beider Familien zeigten ein Rad mit acht Speichen, 1294 wies das Siegel Konrads von Markdorf (1269, 1303) ein Rad mit sieben Speichen auf.
Verwandt waren die Herren von Markdorf ebenfalls mit den Herren von Homburg, die beim Aussterben der Markdorfer deren Positionen im Linzgau übernahmen. Indes ging laut Urkunde König Karls IV. (1346–1378) vom 21. Juni 1354 die Regalien von Münze, Markt(gericht) und Zoll in Markdorf, die Lehen des Heiligen Römischen Reiches waren und die die Herren von Markdorf wohl vor 1236 erhalten hatten, an die Konstanzer Bischöfe über. Die Stadt Markdorf wurde somit Teil der Landesherrschaft des Konstanzer Bischofs.

## Herren von Markdorf
- Hermann (1134, 1140)
- Bruno (v. 1138)
- Heinrich (1185, ca. 1200)
- Hermann (1185, ca. 1200)
- Konrad (1227)
- Oswald (1254)
- Konrad (1269, 1303)
- Ulrich (1269, 1289)
- Ulrich Oswald (1331)
- Georg (–1352)
- Konrad (–1352)
- Berthold (–1356)